# Jekatierina Strokowa
Jekatierina Strokowa (ur. 17 grudnia 1989 w Lipiecku) – rosyjska lekkoatletka specjalizująca się w rzucie dyskiem. 
Odpadła w eliminacjach podczas juniorskich mistrzostw świata w 2008 roku. Finalistka uniwersjady z 2009 oraz młodzieżowych mistrzostw Europy z 2011. Dziewiąta zawodniczka mistrzostw Europy w Zurychu (2014). Uczestniczka zimowego pucharu Europy w rzutach i meczów międzypaństwowych.
Rekord życiowy: 65,78 (10 maja 2014, Moskwa). 

## Osiągnięcia
| Rok  | Impreza                                 | Miejsce               | Lokata             | Wynik |
| ---- | --------------------------------------- | --------------------- | ------------------ | ----- |
| 2008 | Mistrzostwa świata juniorów             | Bydgoszcz             | el. – 16. miejsce  | 48,13 |
| 2009 | Uniwersjada                             | Belgrad               | 6. miejsce         | 56,65 |
| 2010 | Zimowy puchar Europy w rzutach          | Arles                 | 4. miejsce w gr. B | 53,48 |
| 2011 | Zimowy puchar Europy w rzutach          | Sofia                 | 1. miejsce U23     | 55,56 |
| 2011 | Młodzieżowe mistrzostwa Europy          | Ostrawa               | 10. miejsce        | 48,16 |
| 2012 | Zimowy puchar Europy w rzutach          | Bar                   | 1. miejsce w gr. B | 59,65 |
| 2013 | Zimowy puchar Europy w rzutach          | Castellón de la Plana | 4. miejsce         | 59,68 |
| 2013 | Mistrzostwa świata                      | Moskwa                | el. – 16. miejsce  | 57,85 |
| 2014 | Mistrzostwa Europy                      | Zurych                | 9. miejsce         | 59,13 |
| 2015 | Superliga drużynowych mistrzostw Europy | Czeboksary            | 7. miejsce         | 56,10 |
| 2015 | Mistrzostwa świata                      | Pekin                 | el. – 17. miejsce  | 59,32 |